# Públio Cornélio Cipião Asina
Públio Cornélio Cipião Asina (em latim: Publius Cornelius Scipio Asina) foi um político da família dos Cipiões da gente Cornélia da República Romana eleito cônsul em 221 a.C. com Marco Minúcio Rufo. Era filho de Cneu Cornélio Cipião Asina, cônsul em 260 a.C..

## Consulado (221 a.C.)
Foi eleito cônsul em 221 a.C. com Marco Minúcio Rufo. Os dois levaram adiante a guerra contra os ístrios, acusados de realizar diversos atos de pirataria no mar Adriático, e os venceram completamente. Pela vitória, Cipião Asina celebrou um triunfo.

## Segunda Guerra Púnica
Em 217 a.C., foi nomeado interrex para realizar as eleições consulares. Públio Cornélio aparece novamente em 211 a.C., quando Aníbal decide marchar contra Roma depois de abandonar o cerco de Cápua. Conta-se que Quinto Fúlvio Flaco escreveu imediatamente para o Senado Romano para informar sobre os planos do general cartaginês, causando pânico e comoção entre os senadores. E, como era comum em situações desesperadoras como aquela, foi convocada a Assembleia das centúrias. Em um discurso, Cornélio Asina propôs reconvocar a Roma todos os generais da Itália com seu exércitos para protegerem a capital, abandonando assim o cerco de Cápua. Outros, por outro lado, como Fábio Máximo, consideraram vergonhoso abandonar Cápua por causa do medo e deixar-se levar pelos movimentos de Aníbal.
| “ | Como [Aníbal] podia esperar tomar Roma depois de ser expulso de Cápua se não havia ousado dirigir-se contra Roma depois da vitória em Canas!? | ” |
|   | — Lívio, Ab Urbe Condita XXVI, 8.4. |   |